# 帕劳护照
帛琉護照，是簽發給帛琉公民的旅行證件。

## 簽證

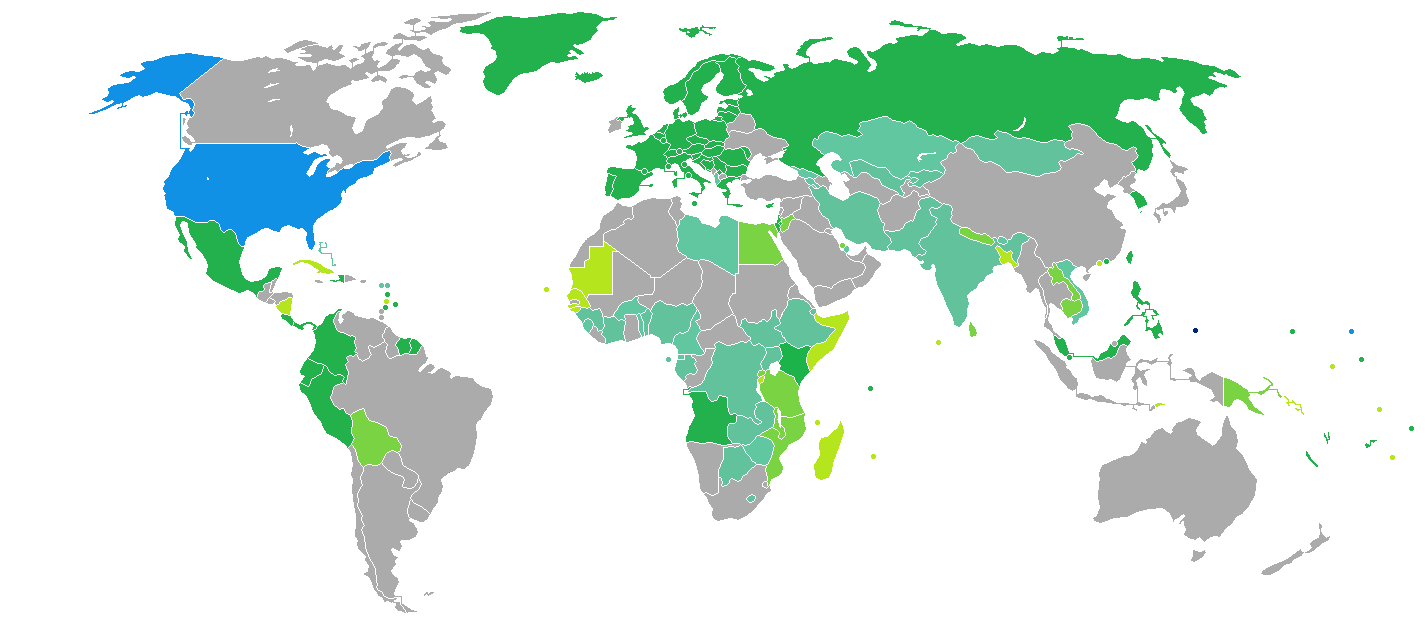
帛琉公民簽證要求
帛琉
免簽證
落地簽

帛琉於2015年12月7日與申根區簽署免簽協議。
根据2025年1月8日发布的亨利护照指数，帕劳护照可免签证、落地签证或电子签证入境124个国家和地区，位居世界第42，与基里巴斯、密克罗尼西亚联邦护照并列。

## 申請
申辦普通帛琉護照的費用為50元美金。